# Определитель Вандермонда
Определитель Вандермонда — выражение вида
{\displaystyle \left|V(x_{1},\ldots ,x_{n})\right|={\begin{vmatrix}1&x_{1}&\ldots &x_{1}^{n-1}\\1&x_{2}&\ldots &x_{2}^{n-1}\\\vdots &\vdots &\ddots &\vdots \\1&x_{n}&\ldots &x_{n}^{n-1}\\\end{vmatrix}}=\prod \limits _{1\leqslant j<i\leqslant n}(x_{i}-x_{j}),}
где {\displaystyle x_{1},\ldots ,x_{n}} — элементы некоторого поля. Матрицей Вандермонда называется либо матрица {\displaystyle V(x_{1},\ldots ,x_{n})}, либо её транспонированная версия {\displaystyle V^{\mathrm {T} }(x_{1},\ldots ,x_{n})}. Матрица и её определитель названы в честь французского математика А. Т. Вандермонда.
Определитель Вандермонда равен нулю тогда и только тогда, когда существует хотя бы одна пара {\displaystyle \left(x_{i},x_{j}\right)} такая, что {\displaystyle x_{i}=x_{j},i\neq j}.

## Доказательство
Индукция по размеру матрицы {\displaystyle m}.
База индукции
{\displaystyle m=2}. В данном случае матрица представляет собой
{\displaystyle V_{2}={\begin{bmatrix}1&x_{1}\\1&x_{2}\\\end{bmatrix}}}
Очевидно, её определитель равен {\displaystyle x_{2}-x_{1}}.
Индукционное предположение
{\displaystyle {\begin{vmatrix}1&x_{1}&x_{1}^{2}&\dots &x_{1}^{m-2}\\1&x_{2}&x_{2}^{2}&\dots &x_{2}^{m-2}\\.&.&.&.&.\\1&x_{m-1}&x_{m-1}^{2}&\dots &x_{m-1}^{m-2}\\\end{vmatrix}}=\prod \limits _{1\leqslant i<j\leqslant m-1}(x_{j}-x_{i})}
Индукционный переход
{\displaystyle {\begin{vmatrix}1&x_{1}&x_{1}^{2}&\dots &x_{1}^{m-1}\\1&x_{2}&x_{2}^{2}&\dots &x_{2}^{m-1}\\.&.&.&.&.\\1&x_{m}&x_{m}^{2}&\dots &x_{m}^{m-1}\\\end{vmatrix}}}
Вычтем из последнего столбца предпоследний, умноженный на {\displaystyle x_{1}}, из {\displaystyle m-2}-го — {\displaystyle m-3}-й, умноженный на {\displaystyle x_{1}}, из {\displaystyle i}-го — {\displaystyle i-1}-й, умноженный на {\displaystyle x_{1}} и так далее для всех столбцов. Эти преобразования не меняют определитель матрицы. Получим
{\displaystyle {\begin{vmatrix}1&0&0&\dots &0\\1&x_{2}-x_{1}&x_{2}(x_{2}-x_{1})&\dots &x_{2}^{m-2}(x_{2}-x_{1})\\.&.&.&.&.\\1&x_{m}-x_{1}&x_{m}(x_{m}-x_{1})&\dots &x_{m}^{m-2}(x_{m}-x_{1})\\\end{vmatrix}}}
Раскладывая этот определитель по элементам первой строки, получаем, что он равен следующему определителю:
{\displaystyle {\begin{vmatrix}x_{2}-x_{1}&x_{2}(x_{2}-x_{1})&\dots &x_{2}^{m-2}(x_{2}-x_{1})\\.&.&.&.\\x_{m}-x_{1}&x_{m}(x_{m}-x_{1})&\dots &x_{m}^{m-2}(x_{m}-x_{1})\\\end{vmatrix}}}
Для всех {\displaystyle i} от 1 до {\displaystyle m-1} вынесем из {\displaystyle i}-й строки множитель {\displaystyle x_{i+1}-x_{1}}. Получим
{\displaystyle (x_{2}-x_{1})(x_{3}-x_{1})\dots (x_{m}-x_{1}){\begin{vmatrix}1&x_{2}&\dots &x_{2}^{m-2}\\.&.&.&.\\1&x_{m}&\dots &x_{m}^{m-2}\\\end{vmatrix}}}
Подставим значение имеющегося в предыдущей формуле определителя, известного из индукционного предположения:
{\displaystyle (x_{2}-x_{1})(x_{3}-x_{1})\dots (x_{m}-x_{1})\prod \limits _{2\leqslant i<j\leqslant m}(x_{j}-x_{i})=\prod \limits _{1\leqslant i<j\leqslant m}(x_{j}-x_{i})}
■
Другое доказательство можно получить, если считать, что {\displaystyle x_{1},\ldots ,x_{n}} являются переменными в кольце многочленов {\displaystyle {\mathbb {C} }[x_{1},\ldots ,x_{n}]}. В этом случае определитель Вандермонда — это многочлен {\displaystyle V} от {\displaystyle n} переменных. Он состоит из одночленов, степень каждого из которых равна {\displaystyle 0+1+\ldots +(n-1)={\frac {n(n-1)}{2}}}. Значит, степень {\displaystyle V} равна тому же числу.
Заметим, что если какие-то {\displaystyle x_{i}} и {\displaystyle x_{j}} совпадают, то определитель равен нулю, поскольку в матрице появляются две одинаковые строки. Поэтому определитель как многочлен должен делиться на {\displaystyle (x_{i}-x_{j})}. Всего различных пар {\displaystyle x_{i}} и {\displaystyle x_{j}} (при {\displaystyle i>j}) существует {\displaystyle 0+1+\ldots +(n-1)}, что равно степени {\displaystyle V}. Иными словами, {\displaystyle V} делится на {\displaystyle \deg V} различных многочленов степени {\displaystyle 1}. Значит, он равен их произведению с точностью до константы. Но, как можно убедиться, раскрыв скобки, константа равна единице.
■

## Свойства
Матрица Вандермонда представляет собой частный случай альтернативной матрицы, в которой {\displaystyle f_{i}(\alpha )=\alpha ^{i-1}}.
Если {\displaystyle \zeta } — первообразный корень {\displaystyle n}-й степени из единицы и {\displaystyle A=(a_{i,j})} — матрица Вандермонда с элементами {\displaystyle a_{i,j}=\zeta ^{ij}}, то обратная матрица {\displaystyle B=({\tilde {a}}_{i,j})} с точностью до диагональной матрицы имеет вид {\displaystyle {\tilde {a}}_{i,j}=\zeta ^{-ij}}: {\displaystyle AB=n\cdot E}.

## Применение
Определитель Вандермонда имеет многочисленные применения в разных областях математики. Например, при решении задачи интерполяции многочленами, то есть задачи о нахождении многочлена степени {\displaystyle n-1}, график которого проходит через {\displaystyle n} заданных точек плоскости с абсциссами {\displaystyle x_{1},\ldots ,x_{n}}, определитель Вандермонда возникает как определитель системы линейных уравнений, из которой находятся неизвестные коэффициенты искомого многочлена.

## Быстрое умножение вектора на матрицу Вандермонда
Быстрое умножение вектора {\displaystyle (a_{0},\ldots ,a_{n})^{\mathrm {T} }} на матрицу Вандермонда эквивалентно нахождению {\displaystyle n} значений {\displaystyle x_{i}} многочлена {\displaystyle f(x)=a_{0}+a_{1}x+\ldots +a_{n}x^{n}} и может быть вычислено за {\displaystyle O(\log(n)\cdot M(n))} операций, где {\displaystyle M(n)} — затраты на умножения двух полиномов. Метод быстрого нахождения {\displaystyle n} значений многочлена основывается на том факте, что {\displaystyle f(x_{i})\equiv a_{0}+a_{1}x+\ldots +a_{n}x^{n}{\pmod {x-x_{i}}}}. С использованием алгоритма быстрого умножения многочленов, такого как метод умножения Шёнхаге — Штрассена, и с применением парадигмы «разделяй и властвуй» за {\displaystyle O(\log(n))} умножений многочленов (и операций по модулю многочленов) строится дерево, листьями которого будут многочлены (значения) {\displaystyle f(x)\,{\bmod {\,}}(x-x_{i})}, а корнем дерева будет многочлен {\displaystyle f(x)\,{\bmod {\,}}{(x-x_{1})(x-x_{2})\cdots (x-x_{n})}}.